# 北郊区 (上海市)
北郊区（ほくこう-く）は中華人民共和国上海市にかつて存在した県。現在の宝山区の一部などに相当する。

## 歴史
1956年に呉淞区、江湾区、大場区の3区が合併し成立した。1958年に廃止され、南東部が市区に、その他地域は宝山県に編入された。